# Saori Hayami
Saori Hayami (jap. 早見 沙織 Hayami Saori) (ur. 29 maja 1991 w Tokio) – japońska seiyū i piosenkarka j-popowa, związana z I’m Enterprise. Zwyciężczyni Seiyū Awards.

## Role

### Seriale
Ważniejsze role w serialach animowanych
- Akagami no Shirayuki-hime – Shirayuki
- Amaama to inazuma – Kotori Iida
- Anohana: The Flower We Saw That Day – Chiriko Tsurumi
- Bakuman – Miho Azuki
- Boruto: Naruto Next Generations – Himawari Uzumaki
- Buddy Complex – Hina Yumihara
- Chōyaku hyakunin isshu: uta koi – Fujiwara no Takaiko
- Double Decker! Doug & Kirill – Deana del Rio
- Erudoraibu – Misuzu Sonokata
- Fairy Tail – Kagura Mikazuchi
- Fukumenkei noizu – Nino Arisugawa
- Fūka – Koyuki Hinashi
- Glasslip – Yanagi Takayama
- Gochūmon wa usagi desu ka – Midori Aoyama
- Gundam Build Fighters – Aila Jyrkiainen
- Hataraku saibō – Regulatory T Cell
- Heike monogatari – Taira no Tokuko
- Heroines Run the Show – Chizuru Nakamura
- Higashi no Eden – Saki Morimi
- Hōseki no kuni – Goshenit
- Inō-Batoru wa nichijō-kei no naka de – Hatoko Kushikawa
- Izetta: The Last Witch – Ortfiné "Finé" Fredericka von Eylstadt
- Kagami no asobi – Yui Kusanagi
- Kakegurui – Yumeko Jabami
- Kami nomi zo shiru sekai – Haqua
- Kekkon surutte, hontō desu ka – Rika Honjoji[3]
- Kidō Senshi Gundam AGE – Yurin L'Ciel
- Kimetsu no Yaiba – Shinobu Kocho
- Magical Girl Lyrical Nanoha ViVid – Ginga Nakajima
- Maho Girls Pretty Cure! – Kotoha Hanami
- Mahō Shōjo Ikusei Keikaku – Nana Habutae
- Mahōka kōkō no rettōsei – Miyuki Shiba
- Masamune-kun's revenge – Kojūrō Shuri
- Monogatari – Yotsugi Ononoki
- Morita-san wa mukuchi – Chihiro Miura
- Musaigen no fantomu wārudo – Reina Izumi
- One-Punch Man – Hellish Blizzard
- Ore no imōto ga konna ni kawaii wake ganai – Ayase Aragaki
- Owari no Serafu – Shinoa Hiragi
- Red Data Girl – Izumiko Suzuhara
- RWBY – Ruby Rose
- Sekirei – Musubi
- Shigatsu wa kimi no uso – Emi Igawa
- Shūmatsu no Izetta – Ortfiné Fredericka von Eylstadt
- Sora no manimani – Sayo Yarai
- Sora no otoshimono – Ikaros
- Soul Eater Not! – Anya Hepburn
- Spy × Family – Cierniowa Księżniczka
- Star Driver: kagayaki no takuto – Wako Agemaki
- Sword Art Online – Sachi
- Tari Tari – Sawa Okita
- Toaru hikūshi e no koiuta – Sharon Morcoz
- Tōka gettan – Momoka Kawakabe
- Wagaya no Oinari-sama – Kō
- Yahari ore no seishun rabukome wa machigatteiru. – Yukino Yukinoshita
- Yamada-kun to 7-nin no majo – Urara Shiraishi
- Urusei Yatsura (2022) – Oyuki
- Dungeon ni deai o motomeru no wa machigatteiru darō ka – Ryū Lion[4]

### Filmy
Ważniejsze role w filmach animowanych
- Blame! – Sanakan
- Boruto – Himawari Uzumaki
- Gantz: O – Reika Shimohira
- Gekijōban Haikara-san ga tōru zenpen ~Benio, Hana no 17-sai~ – Benio Hanamura
- Gekijōban mahōka kōkō no rettōsei: hoshi o yobu shōjo – Miyuki Shiba
- Gekijōban Naruto shippūden: The Lost Tower – Sai
- Hibike! Yūfoniamu – Haruka Ogasawara
- Higashi no Eden I: The King of Eden – Saki Morimi
- Higashi no Eden II: Paradise Lost – Saki Morimi
- Koe no katachi – Shōko Nishimiya
- Maho Girls Pretty Cure!: The Miraculous Transformation! Cure Mofurun! – Kotoha Hanami
- Menma e no tegami – Chiriko Tsurumi
- Pretty Cure Dream Stars! – Kotoha Hanami
- Sora no Otoshimono: Tokei-jikake no Enjeroido – Ikaros
- Sora no Otoshimono Final: Eternal My Master – Ikaros
- Towa no kuon – Kiri

### Gry wideo
- Tekken 7 – Kunimitsu
- Genshin Impact – Ayaka Kamisato
- Fate/Grand Order – Atalanta, Atalanta Alter, Ushiwakamaru, Summer Ushiwakamaru, Martha, Meltryllis, Mysterious Alter Ego Λ, Taira no Kagekiyo
- Azur Lane – Shimakaze

## Dyskografia
- Live Love Laugh (album studyjny; 2016)[5]
- live for Live (minialbum; 2016)[6]

## Nagrody
- Nagroda Seiyū (2016) w kategorii „najlepsza aktorka drugoplanowa” za rolę Yukino Yukinoshity w Yahari ore no seishun rabukome wa machigatteiru.[7]
- Drugie miejsce w Newtype Anime Awards (2015)[8]